# Línguas qiang
Qiang ou kiang, antes chamado dzorgai, é um grupo linguístico tibeto-birmanês das línguas sino-tibetanas falado principalmente no Sudoeste da China, em Sichuan, Tibete e Yunnan.

## Abrangência
O linguista Sun propôs dois ramos: o setentrional e o meridional. O setentrional inclui a língua pumi (Prinmi) e a tangut. Outros subgrupos definidos por Sun, mas com pouca descrição, para as qiang são:
- Língua ersu (Tosu), Língua namuyi, Shixing
- Guixiong (2-3 variantes pouco inteligíveis)
- Língua zhaba, Queyu.

## Escrita
Em 2017, a forma da escrita chinesa chamada rma foi oficialmente finalizado e aceita por muitas pessoas de Qiang como o primeiro sistema de escrita oficial para seu idioma. Não há informações publicadas sobre se tal escrita é compatível com ambas formas, Qiang do norte e Qiang do su ou se é compatível apenas com uma delas.
Forma do alfabeto latino que é também usado pela língua Qiang usa todas as 26 letras tradicionais. Usam-se de forma simples e também dupla as letras B, D, G, H, J, R, V, X, Z. Usam-se as formas Ch, Dh, Lh, Ph, Sh, Vh, Sh, Gv, Hv, Kv, Ng, Ph, Ae, Ea, Iu.

## Classificação
Sims (2016) definiu a seguinte sub-classificação para as línguas "Qiangish" (ou "Rma"), que incluem as formas do Qang do norte e do sul. Os dialetos individuais são destacados em  itálico .;Qiangish
- Qiang  Setentrional ('principal' *nu- grupo de inovação)
  - Heishui noroeste: Luhua 芦花镇
  - Central Heishui |Heishui
    - Qinglang 晴朗乡
    - Zhawo 扎窝乡
    - Ciba 慈坝乡
    - Shuangliusuo 双溜索乡
    - grupo de inovação - uvular: Zhimulin 知木林乡, Hongyan 红岩乡, Mawo 麻窝乡

  - Heishui Sudeste: Luoduo 洛多乡, Longba 龙坝乡, Musu 木苏乡, Shidiaolou 石碉楼乡
  - Maoxian Norte: Taiping 太平乡, Songpinggou 松坪沟乡
  - Songpan  Sul: Xiaoxing 小姓乡, Zhenjiangguan 镇江关乡, Zhenping 镇坪乡
  - Mao ocidental|Maoxian / |Heishui Sul: Weigu 维古乡, Waboliangzi 瓦钵乡梁子, Se'ergu 色尔古镇, Ekou, Weicheng 维城乡, Ronghong, Chibusu, Qugu 曲谷乡 [bae para a escrita], Wadi 洼底乡, Baixi 白溪乡, Huilong 回龙乡, Sanlong 三龙乡
  - Central Mao | grupo de inovação reflexivo): Goukou 沟口乡, Yonghe 永和乡
- Southern Qiang (grupo de inovação – concordância por sufixos)
  - 'interno' *ji grupo de inovação
    - Wenchuan Norte: Longxi 龙溪乡
    - Wenchuan Sul: Miansi 绵虒镇

  - 'inferior' *ɚ grupo de inovação
    - Li  ocidental, Sichuan|Lixian: Puxi 蒲溪乡, Xuecheng 薛城镇,

## Reconstrução
Sims (2017) reconstrói tons para protorma (alternativamente chamado de protoqiang), propondo que a falta de tons no qiang do norte é devida à influência tibetana. Tons altos e baixos são reconstruídos para protorma, bem como para a protolíngua primmi.

## Amostra de texto
Gver gverde ddubggrem gvuddu leage jumi legvei devgvuavu. Jumi degvei Vvapenzi rme. Bbobbo lea ddeabi de mimang shgvu legvi ddeabi le. Ddubggrem gvuddu deage mige Vvapenzi devgvuajia gvu she. Vvapenzi vvlo ravuerda guqu nyi rirgu.
Português
Há muito tempo, houve uma bruxa que roubou uma criança. O nome da criança era Rapunzel. Ela se tornou uma linda mulher. A bruxa estava com medo de que alguém levasse Rapubzle. Ela trancou Rapunzel numa torre.